# ロック・イン・オポジション
ロック・イン・オポジション（Rock in Opposition、RIO、意味は「反対派ロック」「異端のロック」）は、1970年代後半のプログレッシブ・バンドの集団を代表する運動であり、彼らの音楽を認めなかった音楽業界への反発から生まれた。1978年3月、イギリスの前衛的なロック・グループ、ヘンリー・カウが、ヨーロッパ本土から4グループをロンドンに招待して「ロック・イン・オポジション」というフェスティバルを開催した。

## 略歴
ヘンリー・カウは、自国・イギリスではほとんど無視されていたが、5年間の活動のほとんどをヨーロッパ本土でのツアーに費やした。そこで彼らは、自分たちの国以外ではほとんど知られていない多くの革新的なグループと出会った。ヘンリー・カウがこれらのグループと共通していたのは、その音楽がレコード会社に興味を持たれていないということだった（ヘンリー・カウのヴァージン・レコードとの契約は、彼らが金にならないと判断されて打ち切られた）。
ヘンリー・カウはこれらのヨーロッパのグループの何組かをイギリスの聴衆に触れてもらおうと決めて、イギリス芸術評議会から1000ポンドの助成金を借り、「レコード会社があなたに聴かせたくない音楽 (The music the record companies don't want you to hear)」のスローガンのもと、「ロック・イン・オポジション」と呼ばれるフェスティバルをロンドンで開催した。このイベントは、1978年3月12日にニュー・ロンドン・シアターで行われ、以下のグループが出演した。
- ヘンリー・カウ（イングランド）
- ストーミー・シックス（イタリア）
- サムラ・ママス・マンナ（スウェーデン）
- ユニヴェル・ゼロ（ベルギー）
- エトロン・フー・ルルーブラン（フランス）

「ロック・イン・オポジション」が正式な組織になることはまったく意図されていなかったが、このフェスティバルは「世界中の多くの報道」により注目を集めることとなった。これにより5つのバンドは将来の計画について話し合うようになり、1978年12月にスイスのキルヒベルクにあるサンライズ・スタジオにて、集合体としての「ロック・イン・オポジション」を再建するための会合を開いた。この頃、ヘンリー・カウはもはや解散しグループとして存在していなかったが、RIOの原動力としてその元メンバーはまだ積極的に参加していた。
RIOの主な目的は、個々のメンバーを代表しプロモートすることだった。メンバーは固定式で、小規模のままであることが決定されたが、(1)(集団によって評価される)「音楽の卓越性」にこだわり、(2)「音楽ビジネスの外側で」積極的に働き、(3)「ロックへの社会的責任」を持っていたなら新しいメンバーも歓迎された。これらの基準を元に、3つの新メンバーが選出された。
- アール・ゾイ（フランス）
- アート・ベアーズ（イングランド） ※元ヘンリー・カウのメンバーで構成
- アクサク・マブール（ベルギー）

1979年4月26日から5月1日の間に、イタリア・ミラノのテアトロ・デレルフォで開催され、ストーミー・シックスがオーガナイザーを務めた2回目の「RIOフェスティバル」には、全7グループ、つまり元の4グループ（ヘンリー・カウを除く）と新たな3グループが出演した。フェスティバル期間中、RIOのメンバーは再び正式な会合を持ち、今後の方向性について話し合った。しかしながら、建設的な議論にもかかわらず、RIOの役割に関してグループ間で意見の相違が生じ、問題が未解決のまま残された。スウェーデンとベルギーで、さらに2つの「RIOフェスティバル」が開催されたが、新しい会議は行われず、1979年末までに組織としてのRIOは「静かに滑落した」。

### レコメンデッド・レコード
1978年末頃、ヘンリー・カウやアート・ベアーズのメンバーであり、RIOの積極的な参加者の1人だったクリス・カトラーは、RIOと同様の、アーティストのための独立したレコード・レーベルにして配給ネットワークであるレコメンデッド・レコード（RēR）を設立した。RIOが組織としての幕を閉じたとき、RēRは残されたミュージシャンやグループを代表し、宣伝することによってRIOの仕事を続けた。RēRはいわば「仮想の」RIOとなり、「RIOから引き継がれた遺産の一部」となった。

### ジャンルとしてのRIO
RIOが組織であることをやめたとき、その名前は音楽ジャンルとしての意味をもつパブリックドメインとなった。「RIO」という用語は、組織が存在している頃には、特定の音楽スタイルを指すものとしては使われていなかった（オリジナルのRIOバンドは、音楽的には非常に多様であった）。リスナー、ミュージシャン、そしてディストリビューターによって、RIOフェスティバルに登場したバンド、またはオリジナルのRIOバンドに関連または派生したバンド、およびオリジナルのRIOバンドとそのスピンオフの1つ以上から明確な音楽的影響を受けたアーティストといった、特定の前衛的なアーティストの集団を分類する手段として使用されるようになった。
アヴァン・プログ（前衛的プログレッシブ・ロックの略）は、RIOやカンタベリー・ロックのような、2つの別々なプログレッシブ・ロックのサブスタイルを拡張したものとして1970年代後半に登場したスタイルである。

## リユニオン
2007年4月、フランスのカルモーにあるメゾン・デ・ラ・ミュージック・デ・キャップ・デクーヴェルトで「リユニオン（再会）」フェスティバルが開催された。オリジナルのフェスティバルの精神は、品質、革新性、商業音楽業界に対する「反対」意識をもつアーティストが演奏するといったことだけが維持された。このフェスティバルは、フランスの音楽プロモーターであるミシェル・ベセとプレザンのロジェ・トリゴーが主催し、「ロック・イン・オポジション」という名前を使用する承認をクリス・カトラーから受けた。このイベントのラインナップには、マグマ、ファウスト、ピーター・ブレグヴァド・トリオ（クリス・カトラーを含む）、プレザン、ザオ、マッツ/モルガン、グアポ、ネベルネスト、サルガヴォ、GMEAが含まれている。
フランスRIOイベントの2回目は、2009年9月に第1回目と同じ会場で開催され、以下のラインナップとなった。ヨルク、アラニス、マフィンズ、チャールズ・ヘイワード、高円寺百景、プレザン、マグマ、ユニヴェル・ゼロ、コンバット・アストロノミー、エレクトリック・エピック、グアポ、GMEA。第3回「リユニオン」フェスティバルも2010年9月に同じ会場で開催され、アート・ベアーズ・ソングブック（英国、米国）、ゴング（フランス、英国）、キャスパー・ブロッツマン・マサカー（ドイツ）、スリーピータイム・ゴリラ・ミュージアム（アメリカ）、ラショナル・ダイエット（ベラルーシ）、ヤニック・トップ/インフェルナル・マキナ（フランス）、ティエリー・ザボイツェフ（元アール・ゾイ）、クロス・ザ・ブリッジ（フランス、オーストリア）、フルブラスト（ドイツ、スイス）、ミリオドール（カナダ）、ジュヌヴィエーヴ・フォクルール（ベルギー）、アクアセルジュ（フランス）がフィーチャーされた。
フランスRIOの4回目はまた、2011年9月に行われ、アルノー、ユニヴェル・ゼロ＋プレザン＋アラニス（「ワンス・アポン・ア・タイム・イン・ベルギー」）、アラマーイルマン・ヴァサラット、ヴィアルカ、ユーゲン、ガルガンチュア、パンザーバレット、ジャック・デュポン、グランフ・カルテット、サックス・ルインズVSルインズ・アローンVS小埜涼子、Dispositivoperilanciobliquodiunasferettaがラインナップされた。この2011年のイベントは、2012年のドキュメンタリー映画『アバウト・ロック・イン・オポジション』で取り上げられた。
2014年には2つのRIOフェスティバル、9月にはカルモーで7回目のフランスのイベント、そして11月には東京で日本版の「ロック・イン・オポジション・ジャパン2014」が開催された。日本のイベントのラインナップは、アラニス（ベルギー）、アルトー・ビーツ（英国）、ハッピー・ファミリー（日本）、高円寺百景（日本）、マッツ/モルガン・バンド（スウェーデン）、ピッキオ・ダル・ポッツォ（イタリア）、リシャール・ピナス（フランス）、プレザン（ベルギー）、る・しろう（日本）、SOLA/ラーシュ・ホルメルズ・グローバル・ホーム・プロジェクト（スウェーデン、日本）。アルトー・ビーツで出演したカトラーは、「ロック・イン・オポジション・ジャパン2014」についてこう語った。「発足当時、それは新しい音楽形態であり、音楽機関から独立するための自給自足の戦いであり、ミュージシャンが主導する運動でした。今では、その時代と当時のバンド、そして彼らからインスピレーションを得た音楽の祭典として新たにキャスティングされています。[...中略] 私が思うに、それはなるべくしてなった道なんです。ずっと前に私たちがつくったRIOはなくなりました。今、それはあなたのものです。そういうものとして留意ください」。
2017年9月15日、16日、17日にフランスのカルモーで開催された、第10回ロック・イン・オポジション・フェスティバルでは、アラニス（ベルギー）、チア・アクシデント（米国）、ファウスト（ドイツ）、る・しろう（日本）、ミリオドール（カナダ）、トランス・エオリアン・トランスミッション（フランス）、ゴング（フランス）、アシッド・マザーズ・テンプル（日本）、A.P.A.T.T.（イングランド）、イン・ラヴ・ウィズ（フランス）、グアポ（イングランド）、スラップ・ハッピー（ドイツ、イングランド）が参加した。

## フィルモグラフィ
- 『アバウト・ロック・イン・オポジション』 - Romantic Warriors II: A Progressive Music Saga About Rock in Opposition (2012年) ※Adele SchmidtとJosé Zegarra Holderによる98分のドキュメンタリー作品[10]
- 『続・アバウト・ロック・イン・オポジション』 - Got RIO? Romantic Warriors II: A Progressive Music Saga About Rock in Opposition (2013年) ※上記作品の続編となるドキュメンタリー
- 『ロック・イン・オポジション・ジャパン・フェスティバル2014』 - Rock in Opposition Japan 2014 (2018年) ※ライブDVD

## 引用作品
- Cutler, Chris (1984). File Under Popular: Theoretical and Critical Writings on Music. November Books. ISBN 0-946423-01-6

※クリス・カトラー著『ファイル・アンダー・ポピュラー - ポピュラー音楽を巡る文化研究』（1996年、水声社、小林善美訳）として日本でも出版されている。